# Арагуаинья (кратер)
Арагуаинья (порт. cratera de Araguainha) — ударный кратер на границе штатов Мату-Гросу и Гояс, Бразилия, между населёнными пунктами Арагуаинья и Понти-Бранка. Его диаметр — 40 км, что делает его вторым по величине известным кратером Южной Америки. Возможно, это старейший кратер континента.
Кратер образовался 254,7 ± 2,5 миллиона лет назад, в конце пермского периода, когда эта местность была, вероятно, мелким морем. Время образования кратера очень близко к пермо-триасовой границе, когда произошло одно из крупнейших в истории Земли массовых вымираний. Удар пробил осадочные породы и обнажил ордовикские граниты фундамента. Считается, что сначала кратер был 24 км в ширину и 2,4 км в глубину, а затем расширился до 40 км, так как его вал обрушивался внутрь.

## Описание
Арагуаинья — сложный кратер с кольцевыми и радиальными разломами. Он выражен в рельефе, хотя и сильно разрушен эрозией, и пересекается рекой Арагуая. Центральная зона эллиптической формы приподнята; там на поверхность выходят граниты. Вокруг этого ядра располагается кольцо ударно-метаморфизированного гранита, покрытого брекчией. Его окружает кольцо хребтов и холмов высотой до 150 м, состоящих из смятых в складки и круто наклоненных девонских песчаников. Диаметр этого кольца — 6,5 км. Оно окружено кольцевой впадиной, дно которой выстелено девонскими и карбоновыми песчаниками. Внешний контур кратера состоит из остатков полукруглых грабенов в сильно деформированных пермско-карбоновых отложениях. Признаки ударного происхождения включают конусы растрескивания, ударную брекчию и ударный кварц.

## История и исследования
Первое сообщение о структуре Арагуаинья было опубликовано в 1969 году Норзфлитом и соавт., которые интерпретировали её как поднятие фанерозойских отложений, вызванное меловой интрузией сиенита. Геологическая разведка 1971 (Сильвейра Фильо и Рибейро) отметила отложения лавы, брекчии и туфа вокруг центрального ядра, и сделала вывод, что Арагуаинья — криптовулканическая структура. В 1973 году Роберт С. Даетц и Б. М. Френч сообщили о наличии ударной брекчии и ударного кварца и определили структуру как ударный кратер. Детальное изучение кратера в 1981—1982 годах (Альваро Пентеадо Кроста) дало новые петрологические и минералогические признаки удара. В 1981 году были опубликованы геоморфологические доказательства (Theilen-Willige). В 1992 году ударное событие было впервые датировано с помощью рубидиево-стронциевого метода (Deutsch и соавт.); измеренный возраст составил 243 ± 19 млн лет назад. В 1992 году Энгельгардт и др. опубликовали детальное исследование приподнятого ядра и оценили его возраст в 246 миллионов лет; позже эта оценка была пересмотрена (с результатом около 244 миллионов лет). Магнитные измерения были проведены в 1994 году Фишером и Масеру.
Новейшая оценка возраста кратера — 254,7 ± 2,5 миллиона лет, что примерно соответствует возрасту пермо-триасовой границы. Есть предположение, что некоторый вклад в соответствующее вымирание могло внести высвобождение нефти и газа из богатых ими сланцев, распространённых в этих местах.

## Доступ и сохранение
К кратеру Арагуаинья можно добраться на машине из города Гояния или Куяба. Грунтовая дорога MT-306 между населёнными пунктами Понти-Бранка и Арагуаинья пересекает центральное поднятие.